# Hemileuca electra
Hemileuca electra är en fjärilsart som beskrevs av Wright 1884. Hemileuca electra ingår i släktet Hemileuca och familjen påfågelsspinnare. Inga underarter finns listade i Catalogue of Life.